# Gotland (cheval)
Vous lisez un « bon article » labellisé en 2014.
Pour les articles homonymes, voir Gotland (homonymie).
Le Gotland (suédois : Gotland Russ) ou Skogsruss, est une race de poneys originaire de l'île du même nom, à l'est de la Suède. Ce poney autochtone rustique, peut-être issu des chevaux des Goths puis des Vikings, a longtemps vécu dans l'isolement des forêts de son île natale. Menacé de disparition à la fin du XIXe siècle et au cours du siècle suivant à cause de l'intensification de l'agriculture, il est croisé avec des chevaux orientaux et des Welsh, sans traces notables sur son modèle. Le gouvernement suédois se mobilise ensuite pour sa préservation. En 1943, son registre généalogique (Riksstambok för Gotlandruss) est fondé. Il se répand ensuite dans tout le pays grâce à son succès comme monture pour les enfants et poney de course de trot. Un groupe d'une cinquantaine de juments reste élevé en préservation sur son île originelle, sous étroite surveillance. Néanmoins, le Gotland subit les effets de son importante consanguinité.
Le Gotland est un poney léger, qui présente souvent une robe aux caractères primitifs. Doux et rustique, il est désormais employé en équitation sur poney avec les enfants et lors de courses de trot, suscitant un intérêt récent pour les projets de réensauvagement en Suède. Bien que rare, le Gotland jouit d'une certaine popularité dans toute la Scandinavie, et s'est exporté en Amérique du Nord à partir de 1957. L'effectif est d'environ 9 000 poneys principalement répartis en Scandinavie, avec une petite population en Amérique du Nord.

## Dénomination
Le Gotland est également nommé Gotlandsruss et Skogsruss,, qui signifie « petit cheval des bois »,, ou « petit bouc », en référence à son pied sûr,. Russ signifie « cheval » en suédois. Dans les travaux scientifiques publiés en anglais, il est identifié à la fois sous le nom de Gotlandsruss et sous celui de Gotland Pony.
Il vit sur l'île de Gotland dans la mer Baltique, d'où son nom, mais les habitants de l'île l'appellent skogbagge,, soit « petit cheval des bois » ou « chèvre des bois ». Son biotope originel repose sur du calcaire silurien, un tiers environ de la superficie de l'île étant pâturable, tandis que 2/5e de l'île sont couverts de forêt, principalement de pins nains.

## Histoire

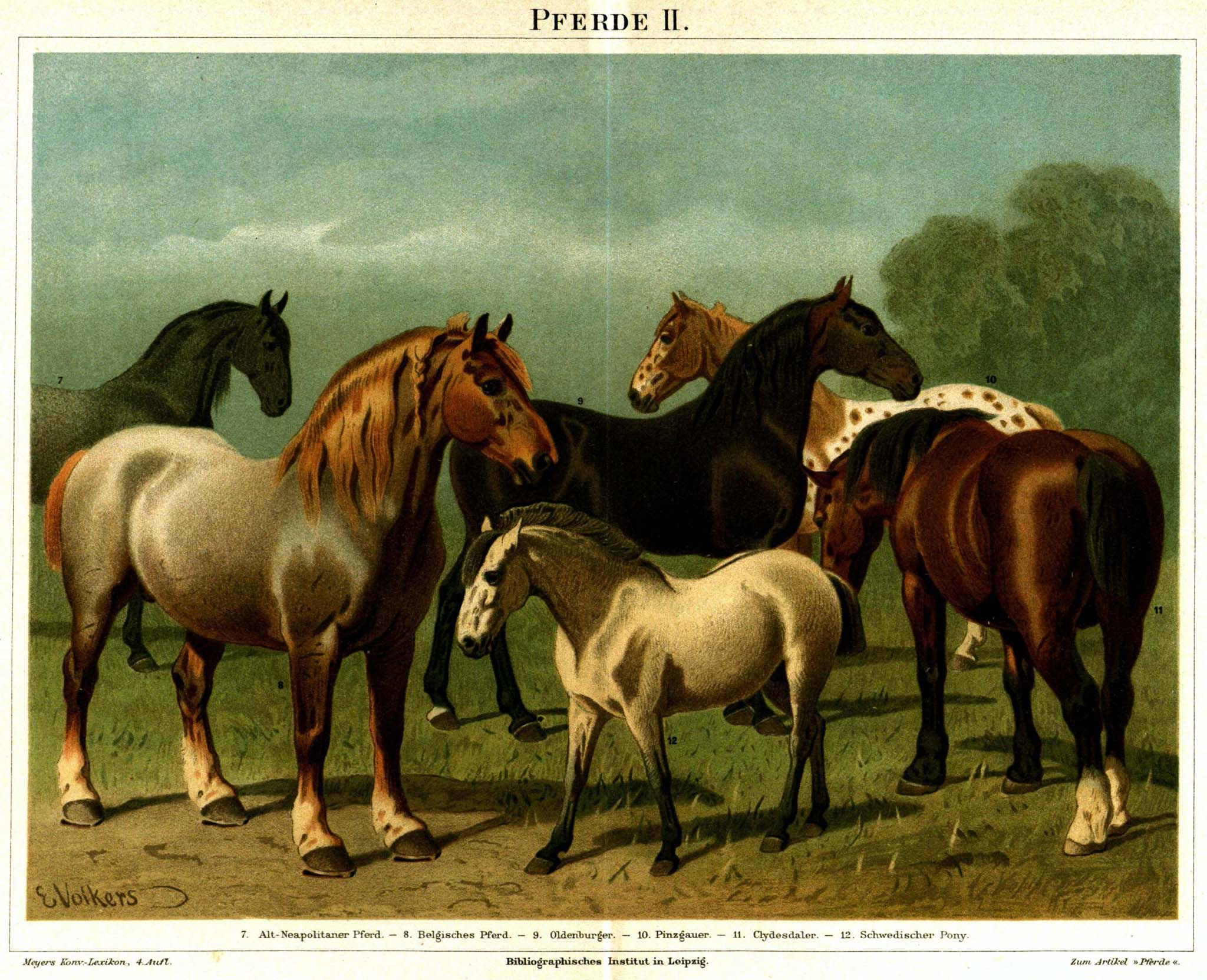
Comparaison du Gotland (au premier plan) avec d'autres races de chevaux européennes.

Le Gotland est la seule race de chevaux véritablement autochtone de Suède,,, partiellement issue de sélection naturelle. Cela en fait aussi la seule race de poney suédoise native. Il est le plus ancien ainsi que le plus petit des chevaux suédois. Il forme, d'après des observateurs de l'île de Gotland cités par Arthur Spencer, l'animal le plus intéressant parmi le peu d'animaux existant sur cette île. Il a en effet connu très peu d'influences extérieures et d'interventions humaines au cours de sa longue histoire,.

### Origine
Il serait vraisemblablement le plus ancien cheval scandinave,,,, un représentant des populations de chevaux domestiques originelles. L'opinion populaire a longtemps fait remonter son origine à la préhistoire,,, durant l'âge de la pierre,,, et évoque l'ascendance du Tarpan,, (qui comme lui présente souvent une raie de mulet, caractère propre aux chevaux primitifs,) ou du cheval des forêts du Nord de l'Europe.
Cependant, l'origine de tous les chevaux domestiques du monde a été établie dans la steppe pontique (d'après une vaste étude publiée dans Nature en 2021), vers 2 000 av.-J.-C., ce qui rend la thèse d'une origine préhistorique invalide,. D'après Bonnie Lou Hendricks (université de l'Oklahoma), des traces de ces poneys sont attestées dès 1800 av. J.-C.. L'équipe de la chercheuse Sofie M. Viksten cite plutôt une origine remontant à l'âge du fer ; des restes de chevaux domestiques datés de - 500 à 220 ont en effet été retrouvés dans un village de l'âge du fer, Vallhagar, situé à quelques kilomètres du biotope de Lojsta. Thulon et al. postulent qu'une population de chevaux domestiques soit arrivée sur Gotland très peu de temps après la diffusion massive des premiers chevaux domestiques. Ils ressemblent fortement aux chevaux des Goths établis sur l'île de Gotland (à laquelle ils ont donné leur nom) d'après les sculptures montrant des chariots tractés par des chevaux, vers l'an mil. Ces poneys se sont vraisemblablement répandus dans toute l'Europe de l'Est avec les migrations des Goths, mais l'absence de témoignage écrit ne permet pas de s'en assurer. Il n'existe pas de preuves de leur influence sur d'autres races européennes.
Durant l'époque Viking du Haut Moyen Âge, des traces de culte du cheval ont été retrouvées sur l'île de Gotland. Selon Bunjes, ces poneys auraient été domestiqués au XIIIe siècle. C'est de cette époque que date la plus ancienne preuve écrite de leur existence, le Codex Runicus, qui mentionne le Russ sur l'île. On retrouve aussi au XIIIe siècle une représentation de combat d'étalons, preuve que les Vikings établis sur Gotland pratiquent le commerce de chevaux.

### Jusqu'auXIXesiècle

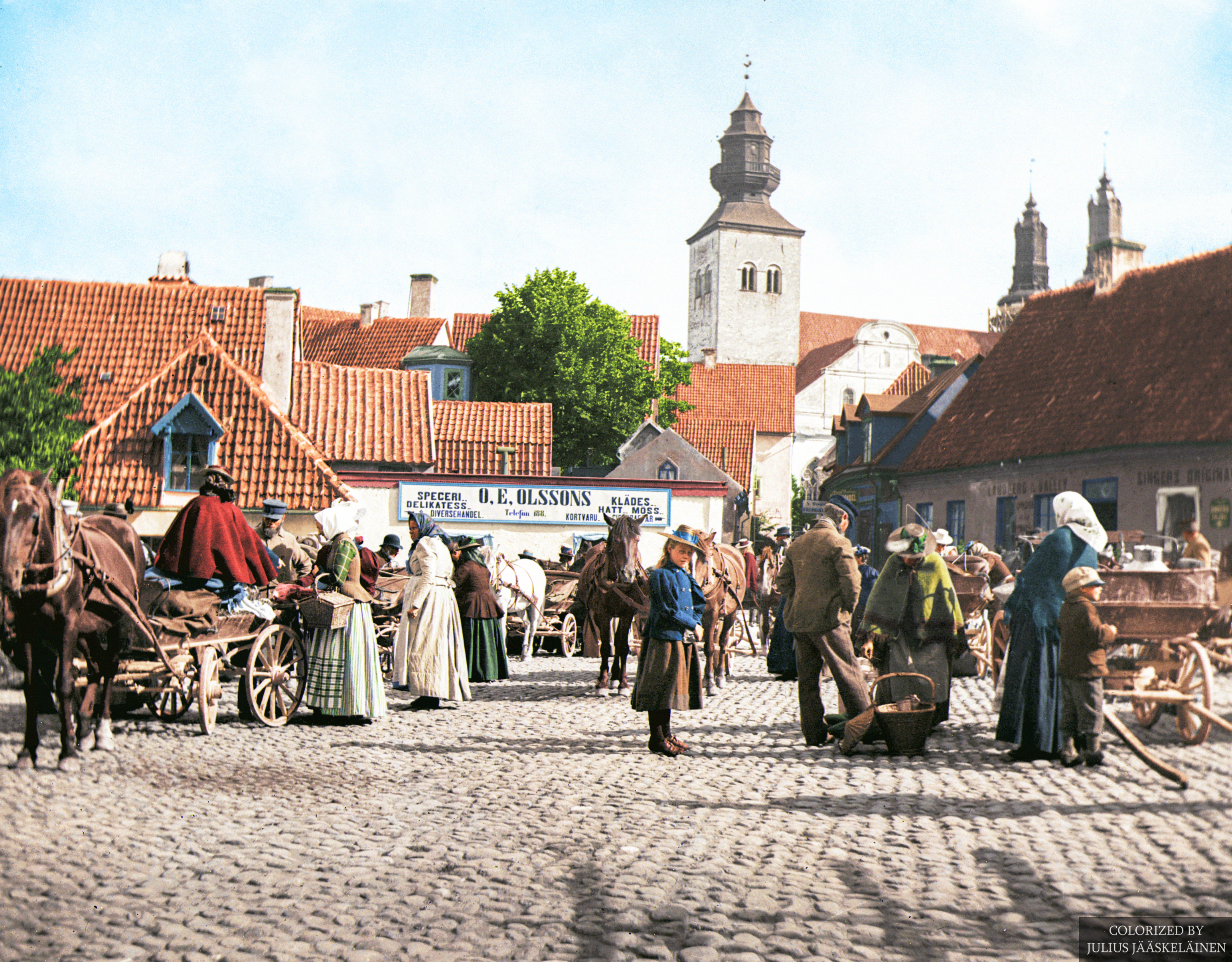
Reconstitution du centre du village de Visby, sur l'île de Gotland, en 1900.

Selon les critères hippologiques de l'époque, le poney de Gotland est décrit comme « fort médiocre » au XVIIe siècle. Carl von Linné décrit les stratagèmes utilisés par les habitants de l'île pour capturer les petits chevaux sauvages lors de son voyage en 1741. Le Gotland reçoit l'influence de Kleppers de Livonie aux XVIIIe et XIXe siècles,,, mais dans l'ensemble reste peu influencé par des croisements extérieurs,. Ces petits chevaux vivent librement sur l'île jusqu'au milieu du XIXe siècle, en étant capturés et mis au travail de traction en fonction des besoins,,, et sont vraisemblablement remis en liberté dès que l'humain n'a plus besoin de leur force de travail. Ils sont alors les seuls chevaux utilisés localement pour la traction. L'intensification de l'agriculture entraîne un besoin en animaux plus grands et plus forts, amorçant le déclin progressif des poneys,.
La réforme agraire du Laga skiftet, appliquée à partir de 1859, entraîne une augmentation des surfaces cultivées aux dépens des forêts,. Les chevaux de l'île qui jusque-là paissaient librement dans les forêts se rabattent sur les champs,,,. Un certain nombre d'entre eux sont tués par des colons humains qui les perçoivent comme une nuisance. Près de 2 000 chevaux (sur les 11 500 estimés sur l'île à l'époque) sont exportés en dehors de Gotland rien que dans les années 1870, vers d'autres pays européens (Belgique, Allemagne et Grande-Bretagne) où ils servent dans des mines,.
Le poney de Gotland est à cette époque souvent confondu avec celui de l'île voisine d'Öland. Cependant, la race d'Öland finit par s'éteindre dans son biotope. La menace d'extinction du poney de Gotland attire l'attention dès les années 1870, notamment celle du vétérinaire E. Schoug, qui exerce sur l'île. Avec le comte C. G. Wrangel, il déploie des efforts pour empêcher l'extinction, parfois en prenant des mesures controversées.
Certains éleveurs tentent des croisements. En 1886, Willy Wöhler, de Klintebys, amène un étalon nommé Khediven I, d'origine inconnue, sur l'île,. Ce dernier introduit la robe tachetée parmi les ressources génétiques du cheptel, ou bien le gène Gris). C'est à la même époque, vers 1880, que naît l'étalon noir ou bai dun Olle 2, l'un des principaux ancêtres de la race, réputé pour sa fougue, son endurance et son trot, réputé issu d'un croisement entre une mère Gotland et un père réputé être un cheval oriental syrien,. D'autres croisements sont certainement intervenus, mais sans être documentés. Ils introduisent des couleurs de robe jusqu'alors absentes parmi le cheptel, telles que l'alezan et le gris. Le Gotland connaît un regain de popularité avec ces croisements. La première inspection de la race est organisée en 1896. L'élevage est principalement assuré dans deux haras créés à la suite d'un appel du comte Wrangel dans sa revue Tidning för Hästbännr (« Amis des chevaux »).

### XXeetXXIesiècles

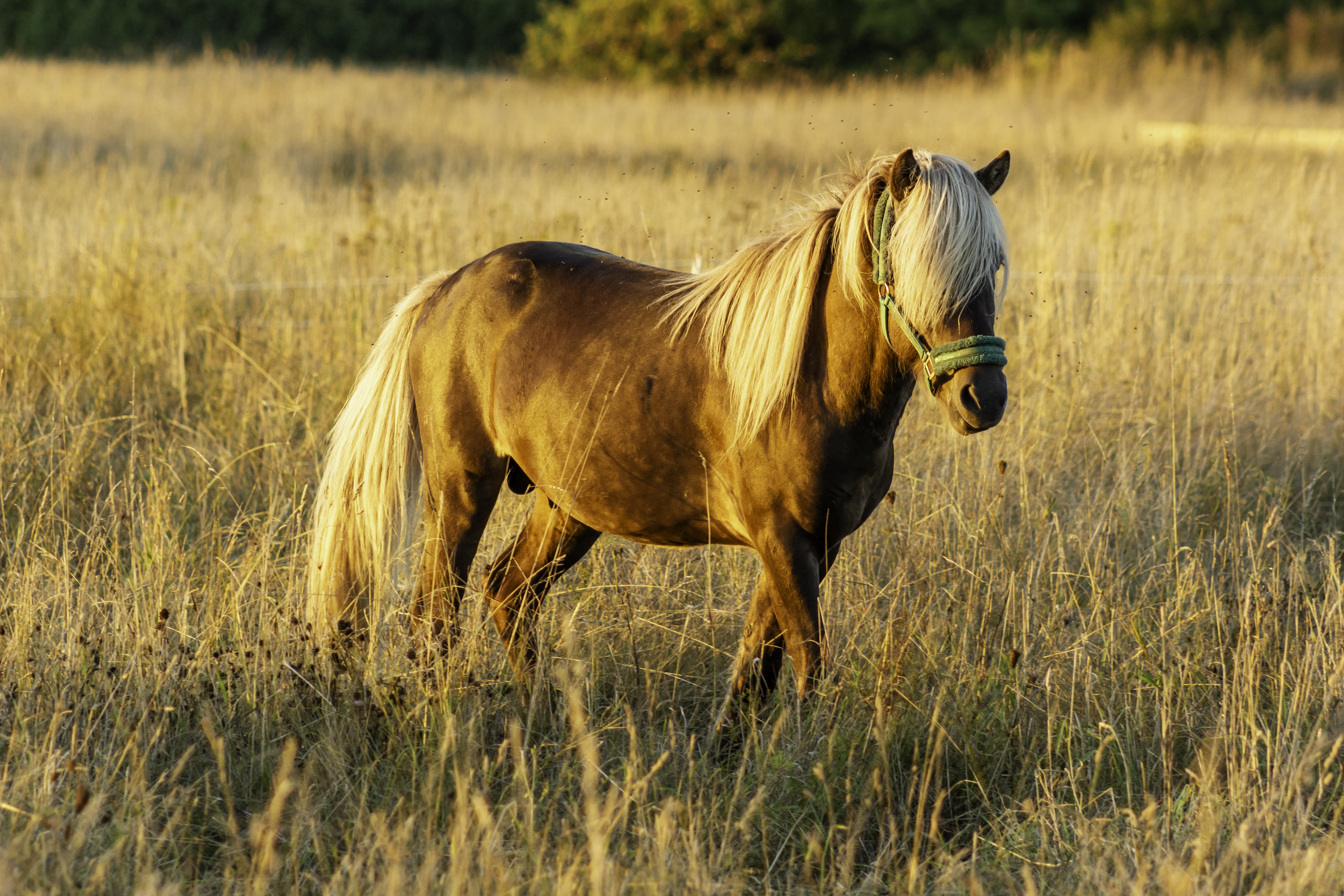
Poney alezan aux crins lavés sur l'île de Gotland, en août 2016.

En 1900, la Gotlands Läns Hushållningsselskap (chambre d'agriculture de Gotland) prend en charge la gestion du poney local. 1901 voit la création de deux sociétés de race, AB Gotlands Russtuteri et AB Gotlands Ponystuteri. AB Gotlands Russtuteri est supprimée en 1908, AB Gotlands Ponystuteri obtient seule la gestion du Gotland, jusqu'en 1912 où elle cesse à son tour son activité. De nouvelles inspections, incluant des poneys semi-sauvages, sont organisées entre 1914 et 1919. Au début du XXe siècle, il ne reste cependant plus qu'environ 150 chevaux de cette race survivants,. Les restrictions alimentaires de la Première Guerre mondiale ont favorisé la consommation et le braconnage des rares poneys. La race est virtuellement sauvée par quelques agriculteurs qui clôturent 200 acres sur l'île et permettent ainsi au Gotland d'échapper à l'extinction,. Un éleveur fait perdurer cet effectif jusqu'en 1922, le cheptel restant étant offert au comté de Gotland contre la promesse de préserver ce poney,. Ainsi, à partir des années 1920, l'élevage redémarre, avec de premières implantations allochtones dans les parcs zoologiques de Stockholm et de Göteborg. Il reste des poneys en liberté sur l'île jusque dans les années 1930, où l'utilisation des terres entraîne l'abattage ou la capture des derniers chevaux libres.
La création d'un registre généalogique (le Riksstambok för Gotlandruss) est effective en 1943 grâce à la chambre d'agriculture,,,. La race se perpétue sur l'île de Gotland et sur le continent, mais durant les années 1940, seuls neuf étalons sont actifs, entraînant une grande consanguinité. Des croisements avec des étalons Welsh sont pratiqués durant les années 1950 et 1960, suscitant la controverse,. Jusqu'en 1955, le Gotland reste pratiquement le seul poney élevé en Suède. Le gouvernement suédois se mobilise en 1954, une association des Amis du Gotland étant créée cette même année,, pour permettre à ces poneys de subsister dans leur milieu naturel, la forêt de Lögsta (ou Lojsta) sur l'île de Gotland,,. C'est aussi à partir de 1954 que le Gotland commence à être davantage élevé hors de son île originelle. Ainsi, selon Bernadette Lizet, le Gotland constitue l'une des très rares populations de chevaux d'Eurasie dont un mode de vie semi-sauvage a pu être préservé durant la seconde moitié du XXe siècle.
La situation s'inverse après 1961, avec l'arrivée des courses de trot attelé et de l'équitation sur poney,, le nombre de naissances de poneys connaissant alors une croissance ininterrompue. En 1967 est fondée une association nationale de race, qui est depuis 1975 membre de la plus vaste société d'élevage des poneys de Suède (SPAF). Le Riksstambok för Gotlandruss est fermé aux croisements en 1971,. Dans les années 1980, le regain d'intérêt pour les poneys de travail profite à la race. Les exportations sur le continent suédois explosent. En 1984, le Gotland est reconnu comme race autochtone à préserver de l'extinction par le gouvernement suédois, un travail de recensement permettant d'éliminer les poneys ayant plus de 2 % d'origines étrangères.

## Description

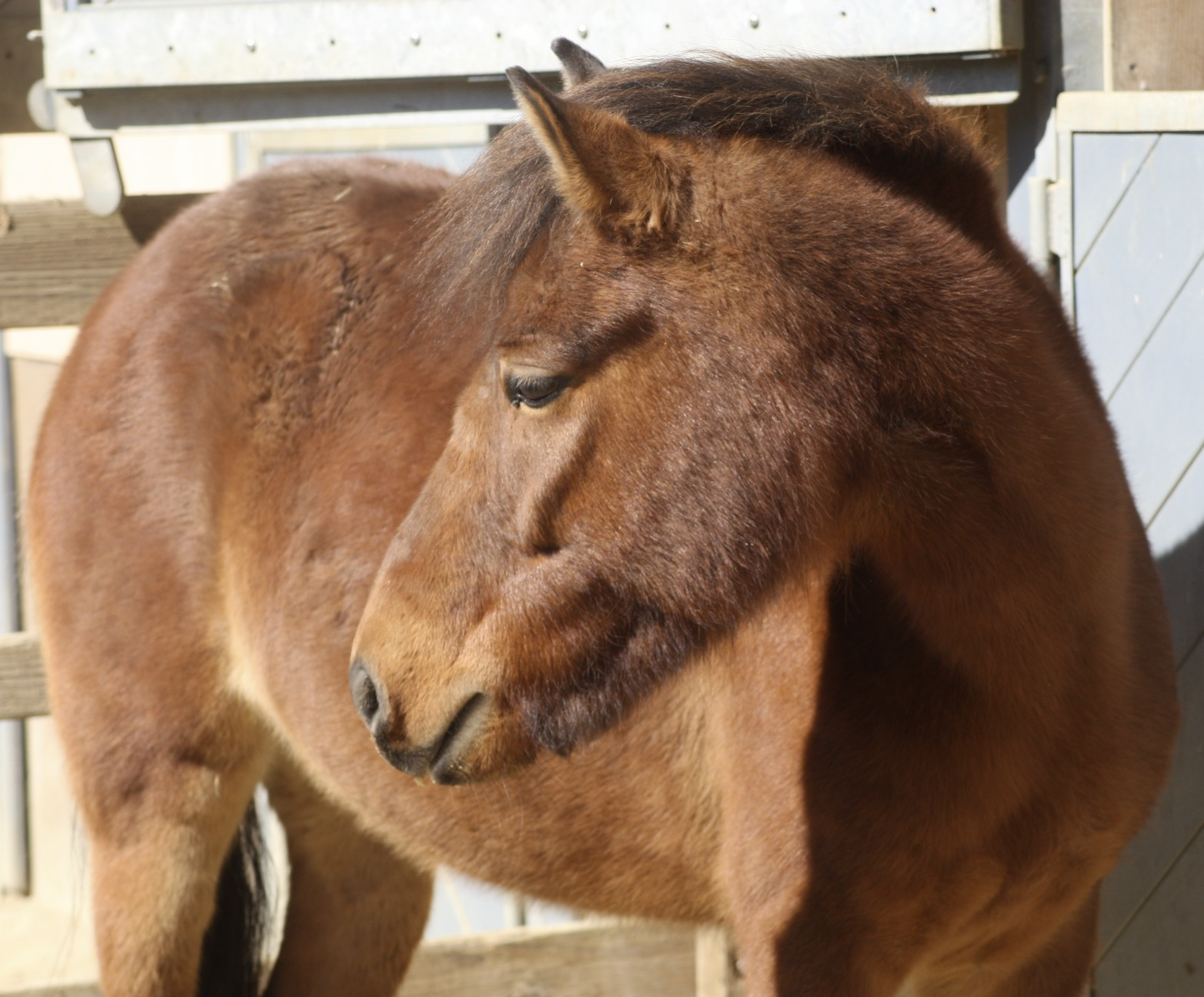
Gotland bai, en 2008

Le Gotland présente de nombreux caractères primitifs et rappelle par bien des aspects l'Exmoor, un poney britannique également très ancien,,,, ainsi que le Fjord, le Konik, le Huçul,, le Shetland, le poney corse, et le Lofoten, maintenant éteint. Il est très similaire aux poneys des montagnes et des landes britanniques,. Une analyse génétique publiée en 2019 confirme une proximité génétique entre le Fjord, l'Islandais, l'Exmoor, le Shetland et le Gotland, suggérant une origine commune ou bien des croisements entre ces races.

### Taille et poids
C'est un poney primitif de taille moyenne,, soit de 1,10  à   1,30 m selon les auteurs allemands Jasper Nissen et Jessica Bunjes,, 1,20 m en moyenne selon Caroline Silver (1979). Cependant, une majorité de sources donnent la fourchette 1,15  à   1,30 m,,,, dont le site officiel de la Svenska Russavelsföreningen. L'association de race décrit ainsi la taille idéale comme devant se situer dans une fourchette de 1,23  à   1,26 m. D'autres sources citent des moyennes voisines : 1,22  à   1,27 m selon Hubrecht, 1,22  à   1,34 m selon Bongianni, 1,17  à   1,32 m selon CAB International, 1,22  à   1,42 m (12 à 14 mains) selon Dutson. Pour être enregistrés dans le registre généalogique officiel, les poneys de trois ans ne doivent pas dépasser 1,28 m. Selon Nissen, les poneys de plus d'1,30 m ne sont pas considérés comme typiques de la race.
Le poids va de 180  à   200 kg selon Bongianni, une moyenne de 250 kg selon la base de données DAD-IS, 272  à   313 kg (600 à 700 pounds) selon Dutson ; il est de 300 en moyenne selon Brengard.

### Morphologie
Le modèle est médioligne, très typique d'un poney nord-européen, typé pour la traction légère. Il possède une constitution robuste,, plus robuste notamment que celle du poney Hackney, mais son modèle reste léger,,, considéré comme élégant et attractif pour un poney.

#### Tête
La tête est petite selon la majorité des sources,,,,, dotée d'un profil rectiligne,,,, ou légèrement concave. Elle peut aussi être grande et grosse, notamment selon l'auteur autrichien Martin Haller,,. Le front est large et les yeux sont grands,,,,. La joue est ronde et profonde. Le bout de nez est bien dessiné et les naseaux sont larges,. Les oreilles sont petites et larges,, bien plantées et alertes.

Tête du Gotland
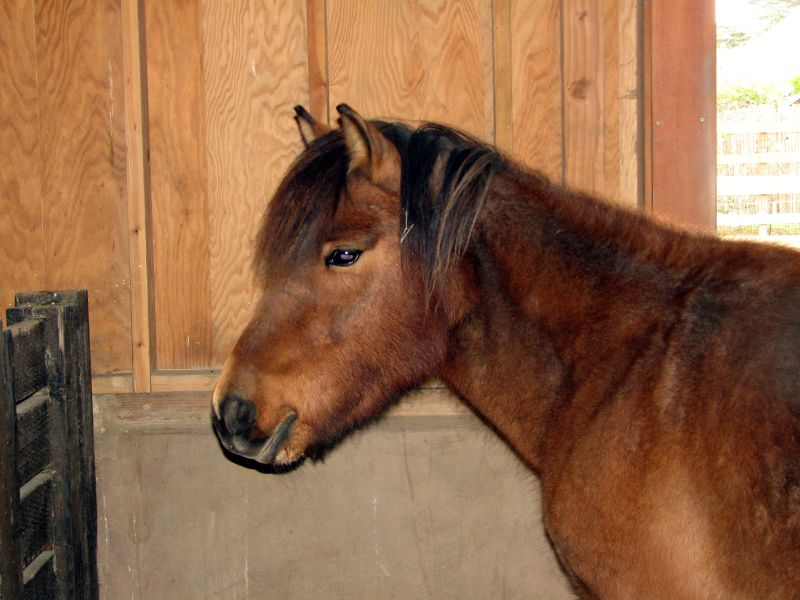
Bai, vu de profil.
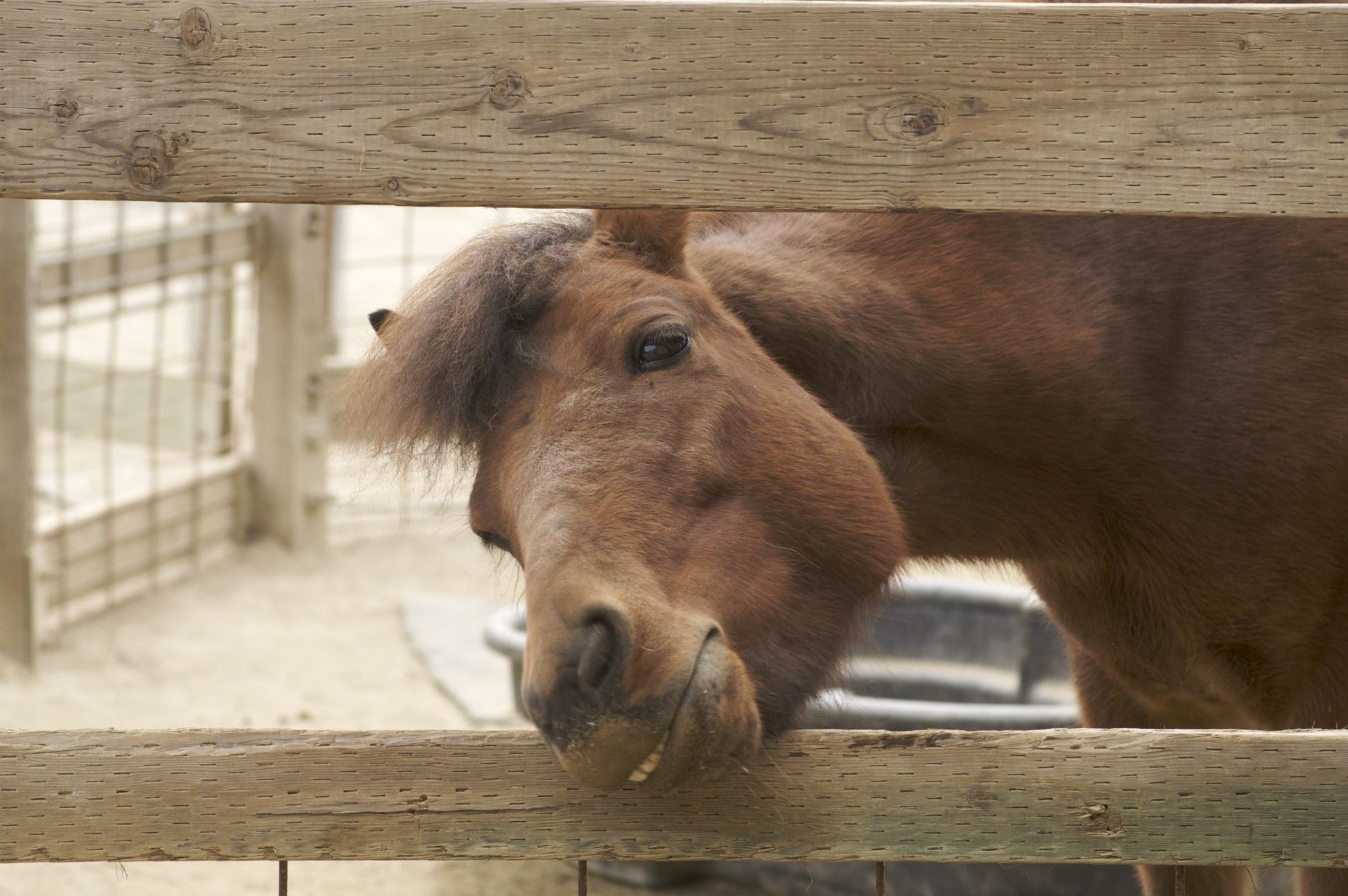
Bai, vu de trois-quart
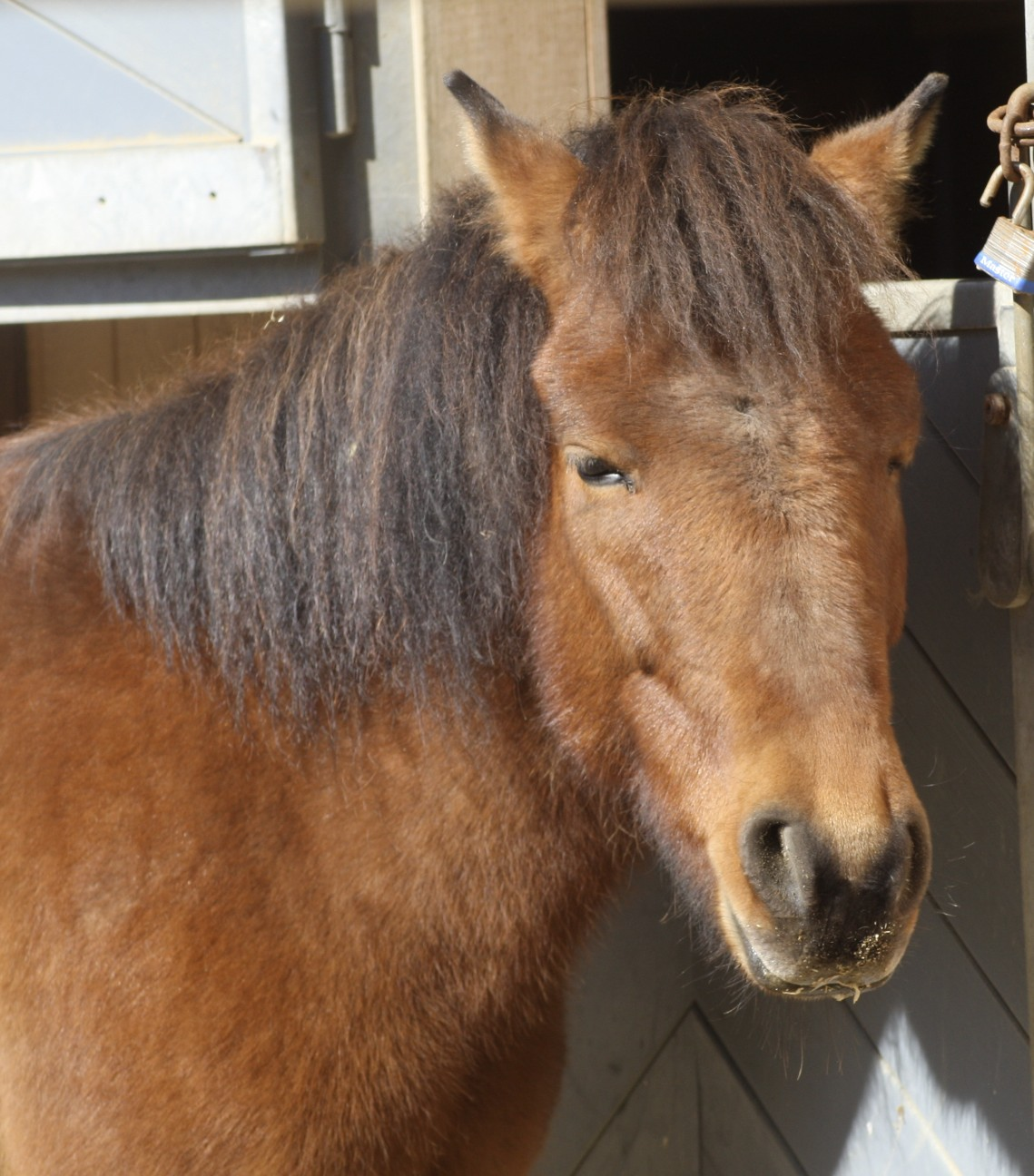
Bai, vu de trois quarts
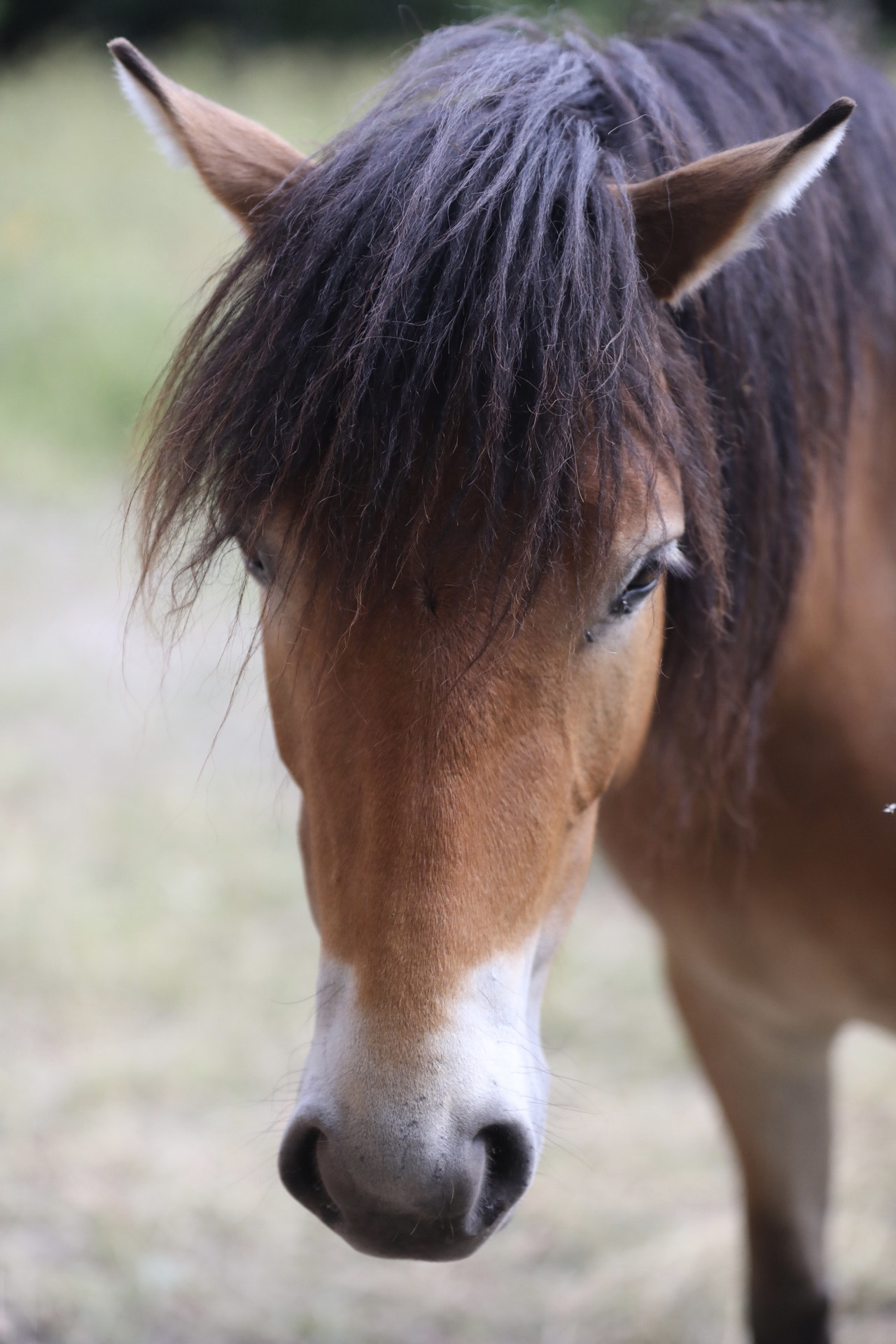
Bai pangaré, vu de face

#### Corps
L'encolure est courte,,,, et musclée,,, bien attachée à l'épaule, et souvent attachée bas. Haller la décrit « de longueur suffisante » et de forme rectiligne. Le garrot est sorti,,, caractéristique que Lætitia Bataille décrit comme rare chez un poney primitif. La poitrine est profonde,,, et relativement large, l'épaule longue, oblique et musculeuse,, puissante ; elle peut cependant être peu oblique. Le dos est long selon une très grande majorité de sources,,,, l'auteur anglais Elwyn Hartley Edwards le décrivant comme court. Il est plutôt droit,, et peut présenter des faiblesses,, (être mou). Cependant, d'après Jasper Nissen, ce défaut ancien a été presque entièrement éliminé via l'élevage sélectif.
La cage thoracique est profonde.
La croupe est inclinée,,,,,, courte et trapue,, avec une queue attachée bas,,,.

#### Membres et crins
Les membres sont solides, secs et musclés,, plutôt fins,, mais dotés d'articulations solides. Les cuisses sont fluettes. Les tendons en sont bien définis, avec de longs canons,,. Ces poneys peuvent présenter des jarrets clos et des jarrets de vache aux membres postérieurs. Les pieds sont petits et ronds,, les sabots ayant une corne très dure,, qui rend généralement la ferrure non-nécessaire,. La châtaigne est généralement peu développée, et souvent absente des membres postérieurs.
La crinière et la queue sont abondantes, et épaisses,. le Gotland possède quelques fanons fins au bas des jambes,. L'hiver, ce poney développe un pelage très dense et exceptionnellement long avec un abondant sous-poil, puis mue complètement à l'approche de l'été, adoptant un pelage fin,.

### Robe
La robe était originellement toujours porteuse du gène Dun, sous toutes ses variantes (bai dun, alezan dun et noir dun),,,, cette robe primitive étant considérée comme caractéristique du Gotland. D'après le standard de race, toutes les robes sont acceptées sauf le noir dun (black och dorsalskäck), le gris (skimmel), le pie tobiano, et le crème aux yeux bleus (blåögd gräddvit),. Le Gotland peut être noir ou bai, qui forment les deux robes les plus fréquentes selon Helena Kholová, ou bien alezan,, les robes grises ou porteuses du gène Dun étant moins répandues,. Le palomino est possible,,,. Si CABI et Bunjes citent le rouan comme possible, cette robe serait interdite par le standard de race selon Brengard. En 1999, une recherche de gènes responsables du rouan chez des Gotland n'avait pas permis de détecter le génome responsable de ces robes.
Nissen estime en 2003 que 40 % des chevaux de cette race sont bais ou bai foncé, 11 % sont alezans, 6 % sont noirs et 1 % d'autres robes, comme le gris ou le bai dun. Les utilisateurs de poney de sport recherchent souvent des couleurs de robe rares et atypiques.

Robes du Gotland
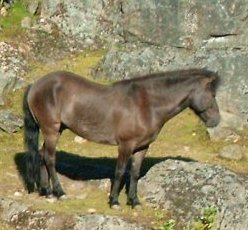
Bai-brun
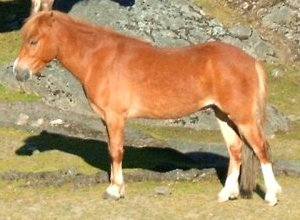
Alezan pangaré
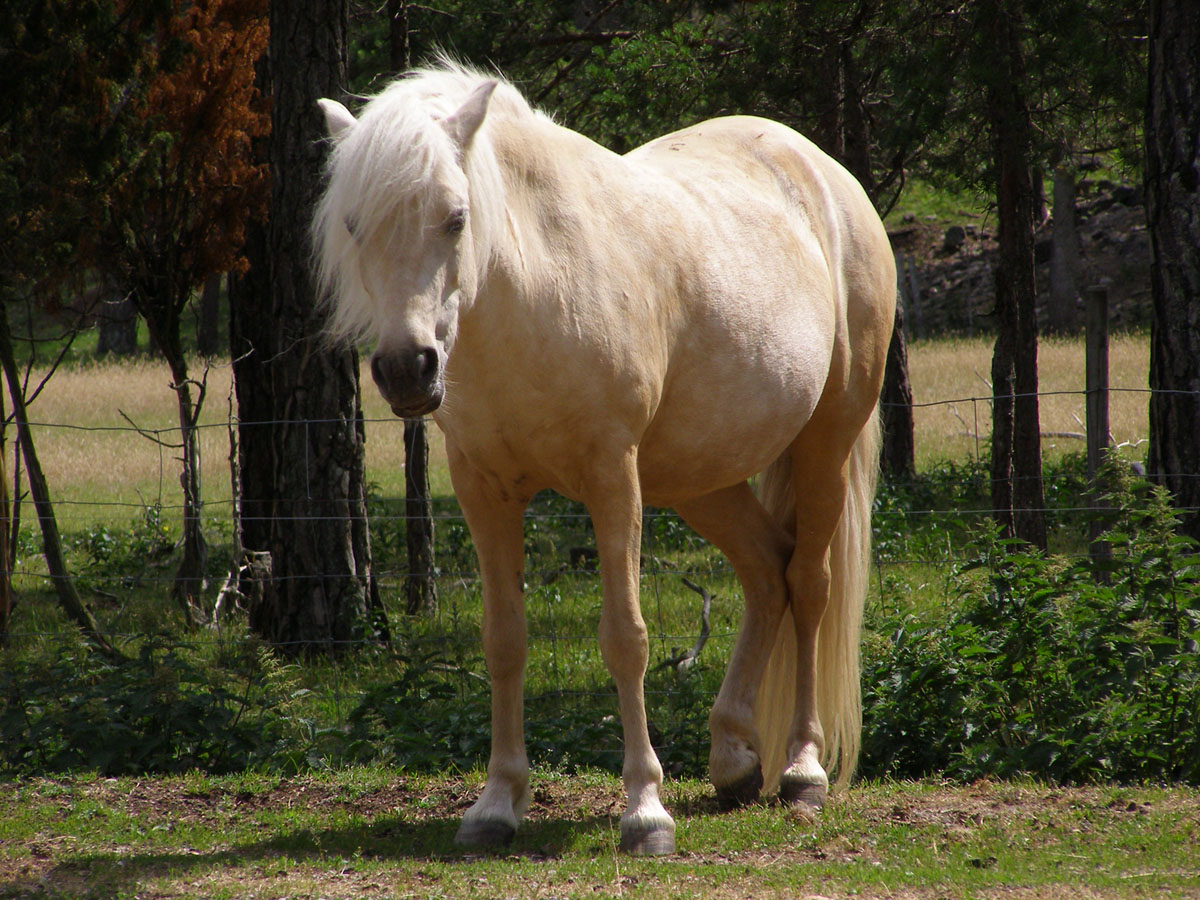
Palomino en été, sur l'île de Gotland.
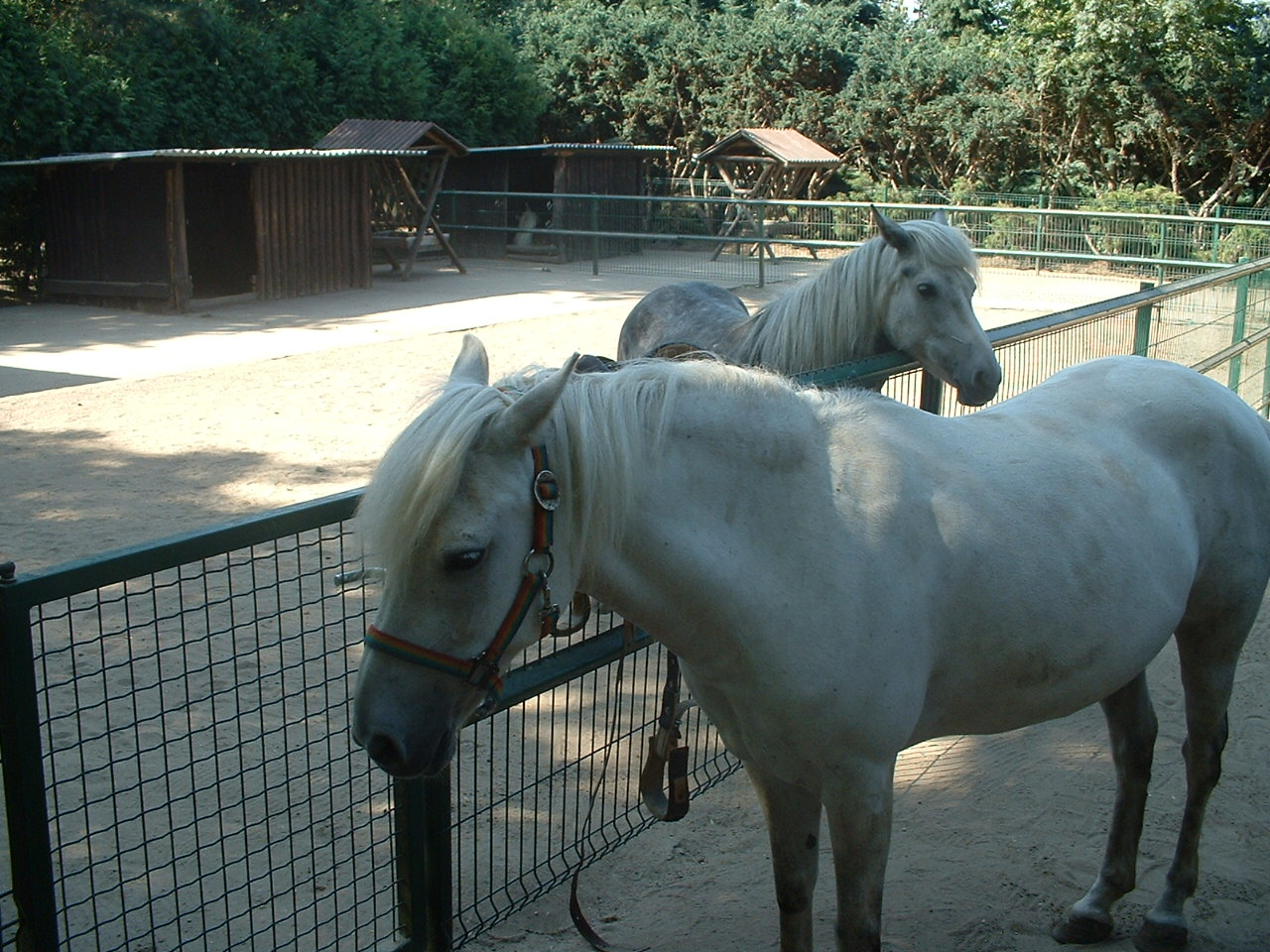
Gris à l'Oderbruchzoo Altreetz, Brandebourg, une robe interdite selon le standard de race suédois.

La raie de mulet est relativement fréquente,,, d'autres marques primitives pouvant être présentes, telles que des zébrures aux membres. Le pangaré est fréquent, en particulier chez les sujets bais. En revanche, les marques blanches sont peu appréciées et donc peu recherchées.
Selon Dutson, il a peut-être existé des sujets pie et blancs par le passé, mais ces robes n'existent plus chez la race actuelle. La robe tachetée était possible par le passé, mais a été éliminée. Bunjes signale en revanche le pie comme toujours existant.

### Tempérament, entretien et allures

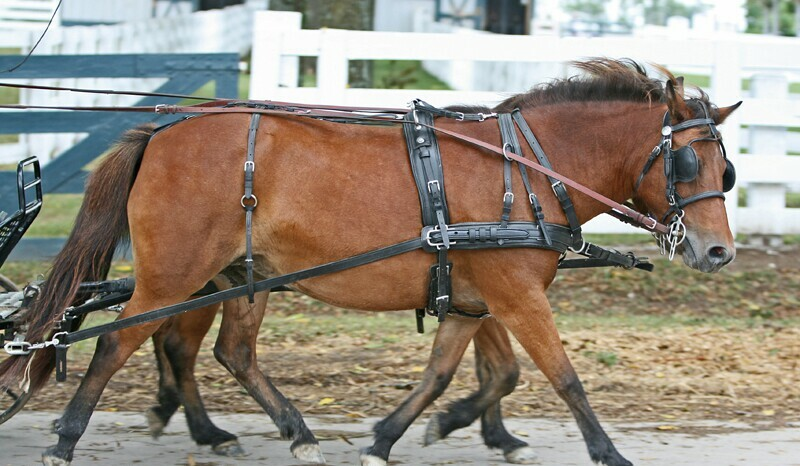
Attelage de deux Gotland en paire, au trot.

C'est un poney robuste, sobre et rustique, forgé par les rudes conditions climatiques de son île suédoise,. Il est généralement décrit comme énergique, intelligent et doux, mais il possède le caractère parfois têtu des poneys,,. Il est connu pour sa grande longévité, qui dépasse souvent les trente ans. D'après Nissen, il n'est pas rare que des juments de 25 ans aient un poulain.
Il est réputé pour sa bonne qualité de trot,,,, cette allure couvrant bien le sol et pouvant être maintenue longtemps. Son pas est lui aussi réputé bon,, mais le galop du Gotland peut être désagréable sous la selle,, ce qui le rend peu adapté aux enfants ayant un faible niveau équestre,. Les allures sont recherchées énergiques et rythmiques. Il est possible que certains sujets aient des allures douces supplémentaires.
Il dispose aussi d'une aptitude au saut,, avec une bonne agilité et de la technique à l'obstacle.

### Sélection

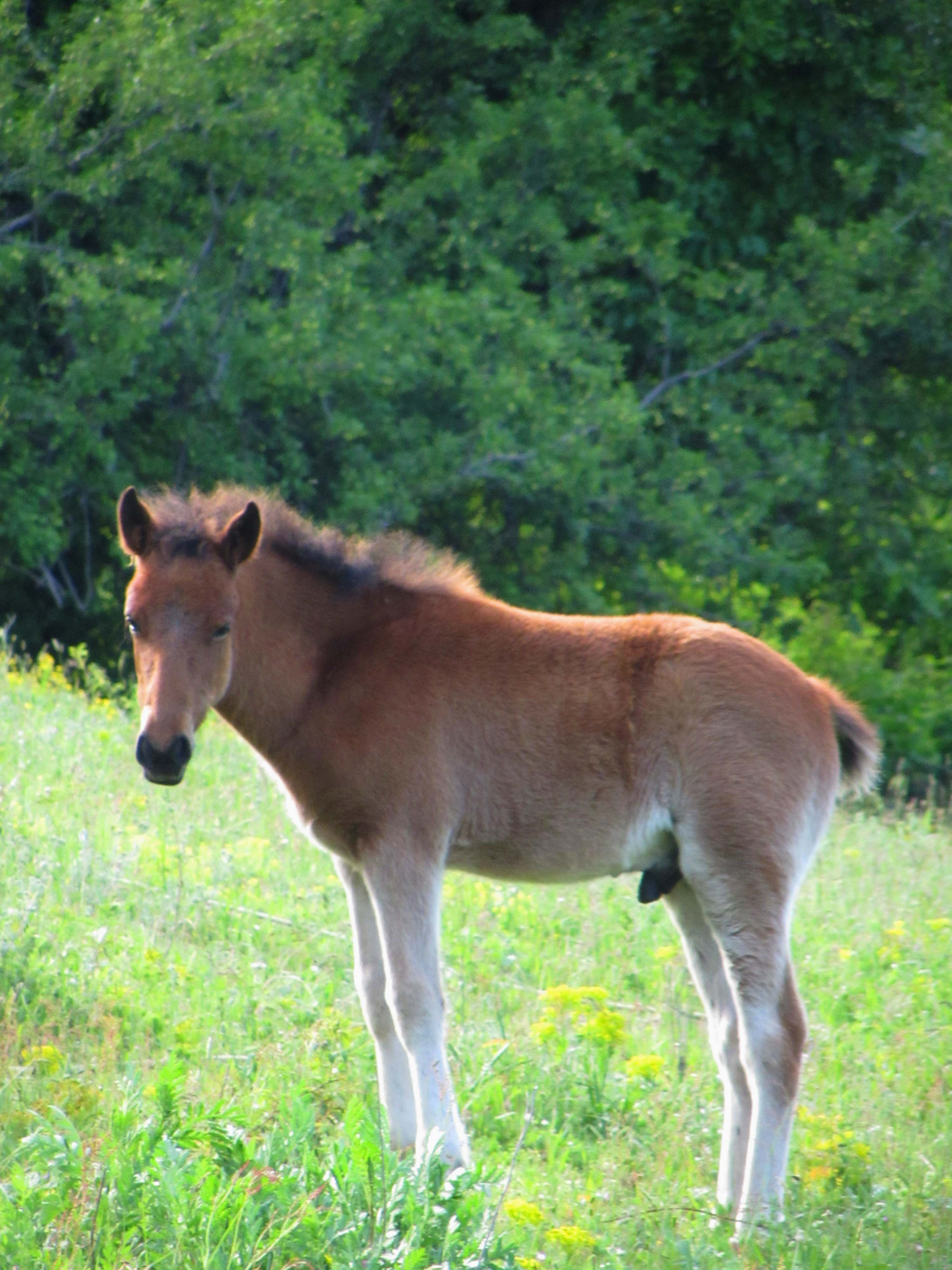
Poulain Gotland.

La sélection du Gotland est gérée par la Svenska Russavelsföreningen (Association suédoise d'élevage de poneys Gotland), basée à Visby, qui publie le registre généalogique (Riksstambok för Gotlandruss),, dont le tome XXI est paru fin 2021. Ce registre est fermé, n'acceptant aucun croisement avec un cheval d'origine étrangère,. L'effectif réduit des reproducteurs entraîne un risque de consanguinité. Le taux de consanguinité est évalué à 11 % en moyenne pour les poneys nés entre 1996 et 2005, de même que pour ceux nés entre 2000 et 2009, ce qui constitue un niveau relativement élevé, sans être critique. La cause en est un goulet d'étranglement de population créé durant les premières décades du XXe siècle à cause du faible nombre de reproducteurs disponibles. Les étalons Welsh des montagnes Criban Daniel (né en 1944) et Reber General (né en 1953) sont introduits pour diminuer cette consanguinité, et ont eu une certaine influence sur la race, tout en suscitant une importante controverse,,. Les Gotland modernes ont presque tous une ascendance Welsh, bien que cette influence soit statistiquement faible. La consanguinité de la race augmente peu à peu, de génération en génération.
Il existe trois lignées principales portant le nom de trois étalons, celle de Olle 2, celle de Khediven 1, et celle de Frej 4. Les lignées les plus importantes pour les courses de trot attelé sont celles de Dröm, de Rollo, de Nils-Dacke et de Brunte. Une difficulté dans la sélection du Gotland est de maintenir un équilibre entre la conservation de la race et ses débouchés économiques. Pour être approuvés à se reproduire, les étalons doivent passer une inspection et sont notés sur leur morphologie. Un étalon recalé peut être approuvé exceptionnellement s'il présente des origines génétiques permettant de limiter la consanguinité. La gestion de la consanguinité sur la race est l'objet de débats réguliers, notamment de la part du Dr Bengt Lundholm,. Si la consanguinité du Gotland devient critique, il est suggéré d'introduire de nouveau des croisements avec d'autres races apparentées, comme l'Exmoor. Durant les années 2000, le patrimoine génétique de 50 reproducteurs Gotland est conservé dans une banque de gènes en cas d'urgence ; les animaux retenus doivent avoir moins de 2 % d'origines Welsh et être aussi peu apparentés entre eux que possible,.

### Santé
Durant les années 1940 et 1950, de nombreux cas d'ataxie congénitale ont été répertoriés chez des poneys élevés sur la lande de l'île, et imputés à leur trop grande consanguinité,. En 1973, entre 1 et 1,5 % des Gotland sont touchés par l'ataxie cérébrale congénitale (abiotrophie cérébelleuse), vraisemblablement en résultante d'une transmission autosomique récessive dans la lignée Olle 2,. Les symptômes sont désignés localement sous le nom de slinger. Les deux sexes sont touchés, et les premiers symptômes d'ataxie apparaissent habituellement entre un et six mois. Les étalons montrant ces symptômes d'ataxie sont écartés de la reproduction.
Un syndrome d'hypermobilité articulaire a été identifié en 2024, à la suite de l'introduction de l'étalon numéro 276 dans la harde de juments sauvages de l'île, suggérant une transmission autosomique récessive.

## Utilisations
Ses caractéristiques en font un poney très intéressant pour l'humain. Il possède une aptitude naturelle au saut et au trot,. Autrefois très utilisé pour le trait léger dans les fermes suédoises,, et pour le travail dans les mines, il connaît au début du XXIe siècle deux utilisations principales : attelé dans des courses de trot, et monté comme poney de selle polyvalent pour les enfants,,. Quelques-uns restent utilisés pour la traction agricole légère. Le Gotland est utilisé en équithérapie aux États-Unis. Il est entré en croisement avec le cheval de Przewalski pour créer le cheval de Heck,,.

### Équitation sur poney

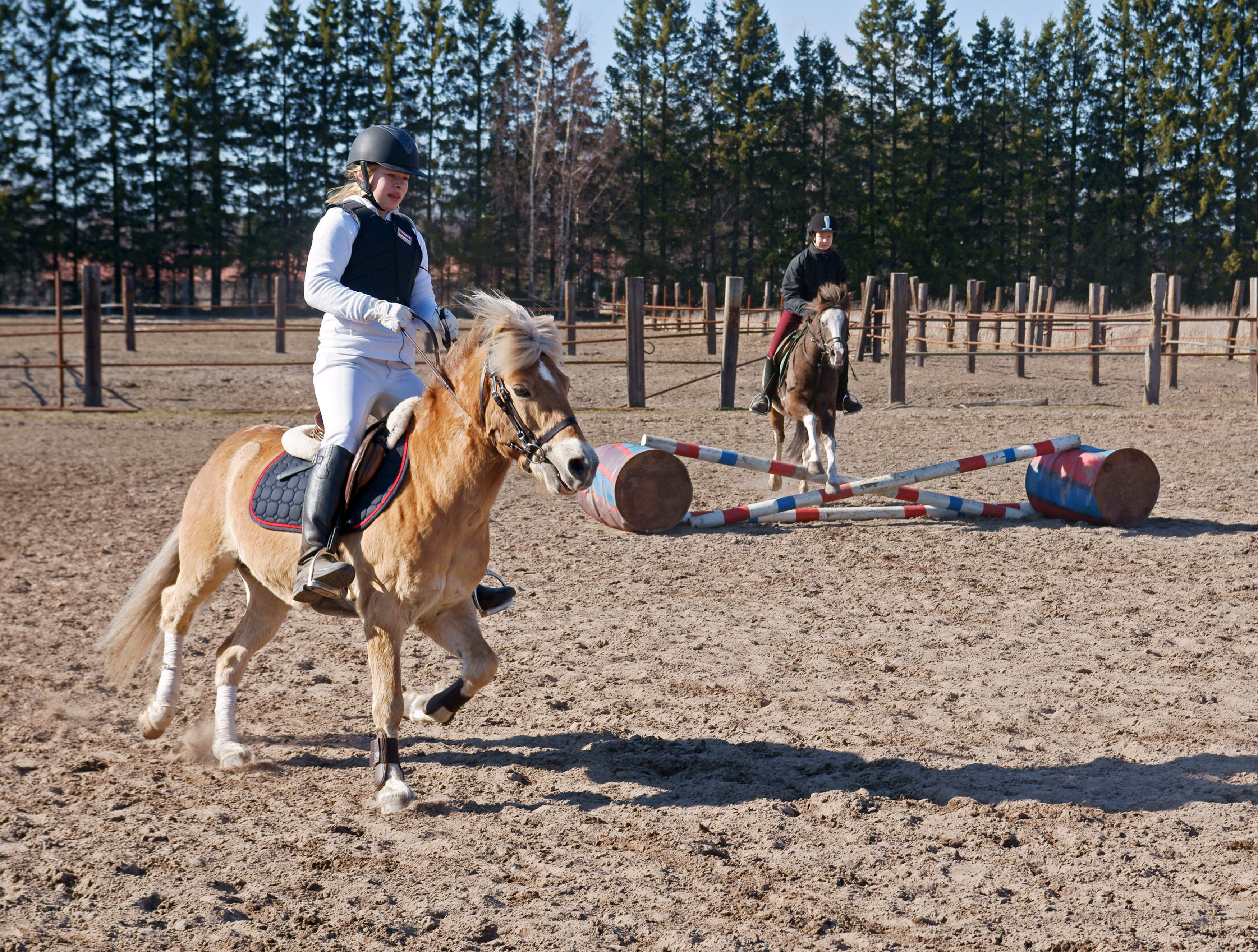
Équitation sur poney, avec des Gotland montés par des enfants.

L'équitation sur poney constitue la majorité des usages,, il peut aussi être monté dans les sports équestres sur poney tels que le saut d'obstacles, le concours complet et le dressage,,. Il arrive que les sujets les plus porteurs soient montés par des adultes. Cependant, l'usage du Russ comme poney de selle décline en raison de sa taille considérée comme trop réduite pour un usage régulier en sports équestres sur plusieurs années, dans un contexte où les enfants grandissent.

### Courses de trot attelé
Les courses de poneys au trot attelé sont une spécificité des pays d'Europe du Nord, faisant du Gotland l'un des poneys les plus recherchés pour ces courses sur hippodrome. Au contraire des usages sous la selle, le débouché des courses de trot a connu une constante augmentation. Ces poneys courent attelés sur la plupart des hippodromes suédois, tels que Solvalla, Mantorp et Skrubbs, près de Visby. Nissen cite aussi l'existence d'hippodromes réservés aux poneys, à Tomelilla, Hjularp et Växjö. Cette popularité découle en partie du soutien du gouvernement suédois, les courses de poneys au trot étant considérées comme un entraînement préparatoire pour les enfants qui se destinent aux courses de trot en catégorie chevaux.

Utilisations du Gotland en course de trot attelé
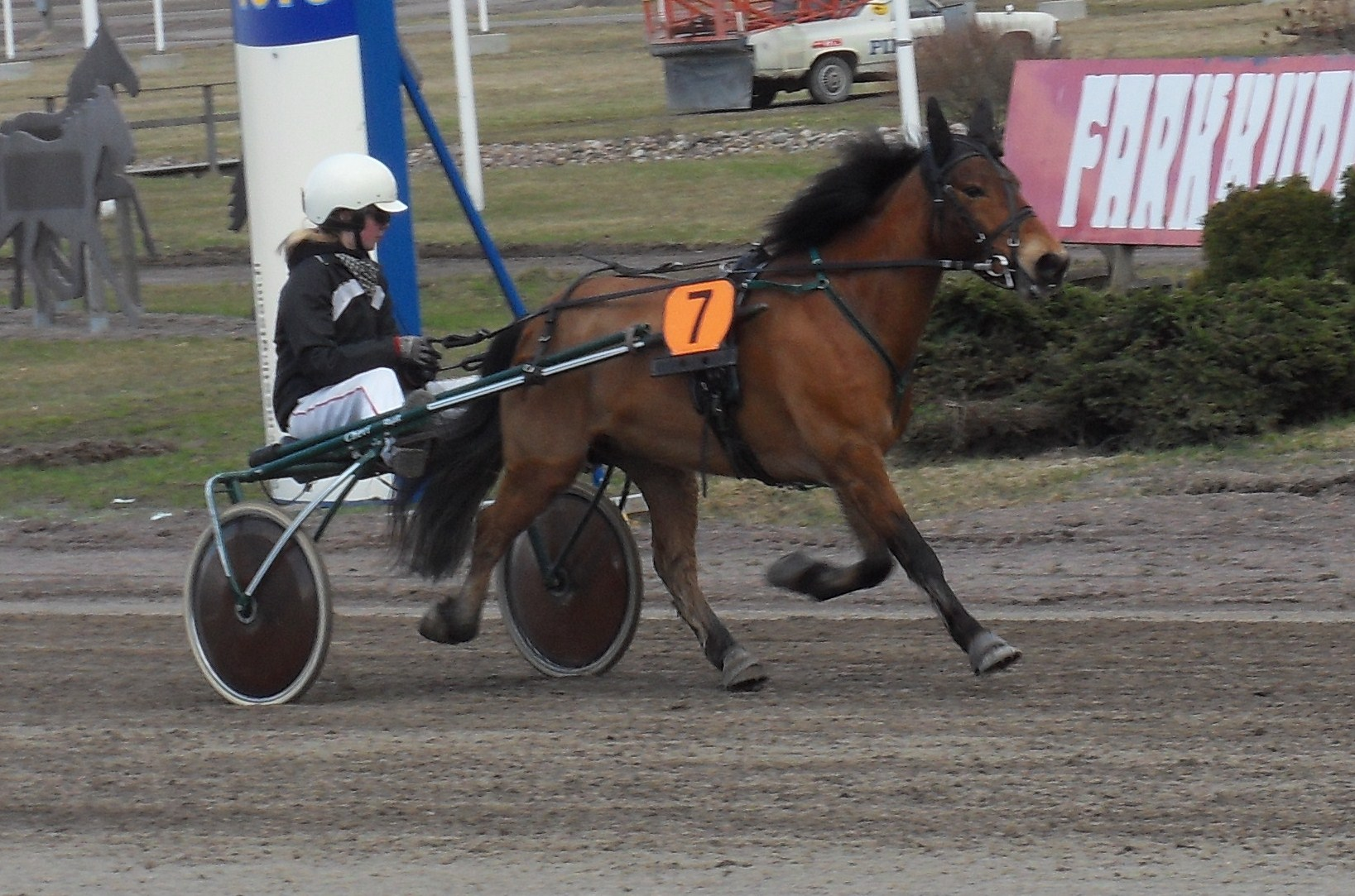
Course sur terre battue en 2010
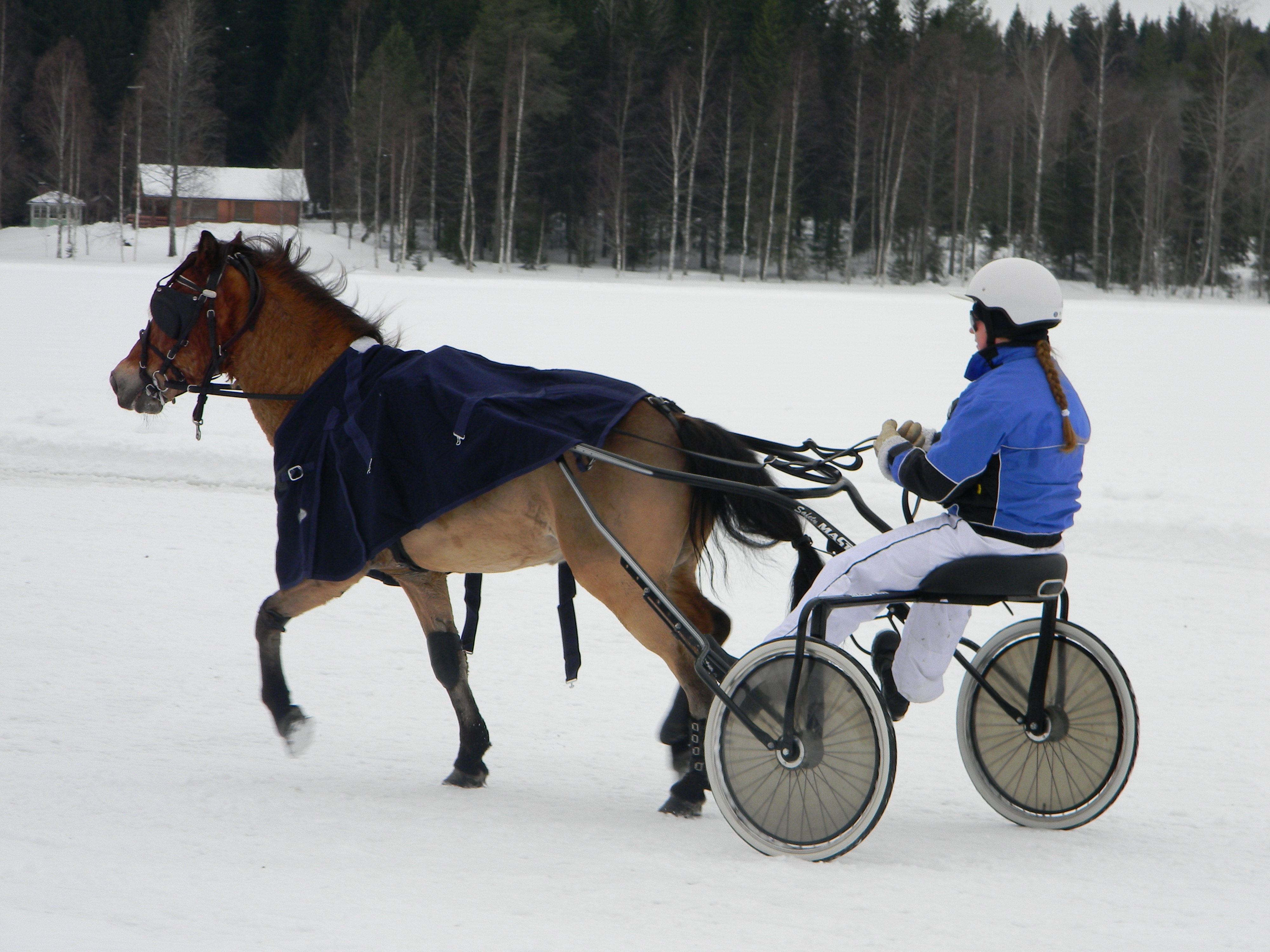
Course sur neige en 2012
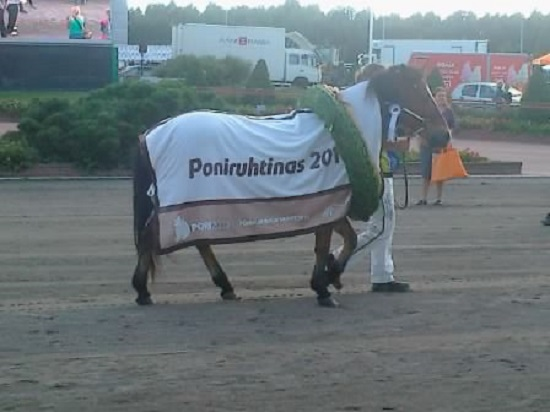
Remington IV, vainqueur de la Poniruhtinas Race de Pori, Finlande, en août 2013.

Les bonnes performances de Gotlands en trot attelé sont répertoriées au cours de l'histoire de la race. Le détenteur du record du monde de vitesse pour un poney trotteur, Gumino 607, a trotté un kilomètre en une minute 36, et remporté les championnats suédois attelés en catégorie poneys de 2006 à 2009.

### Écopâturage

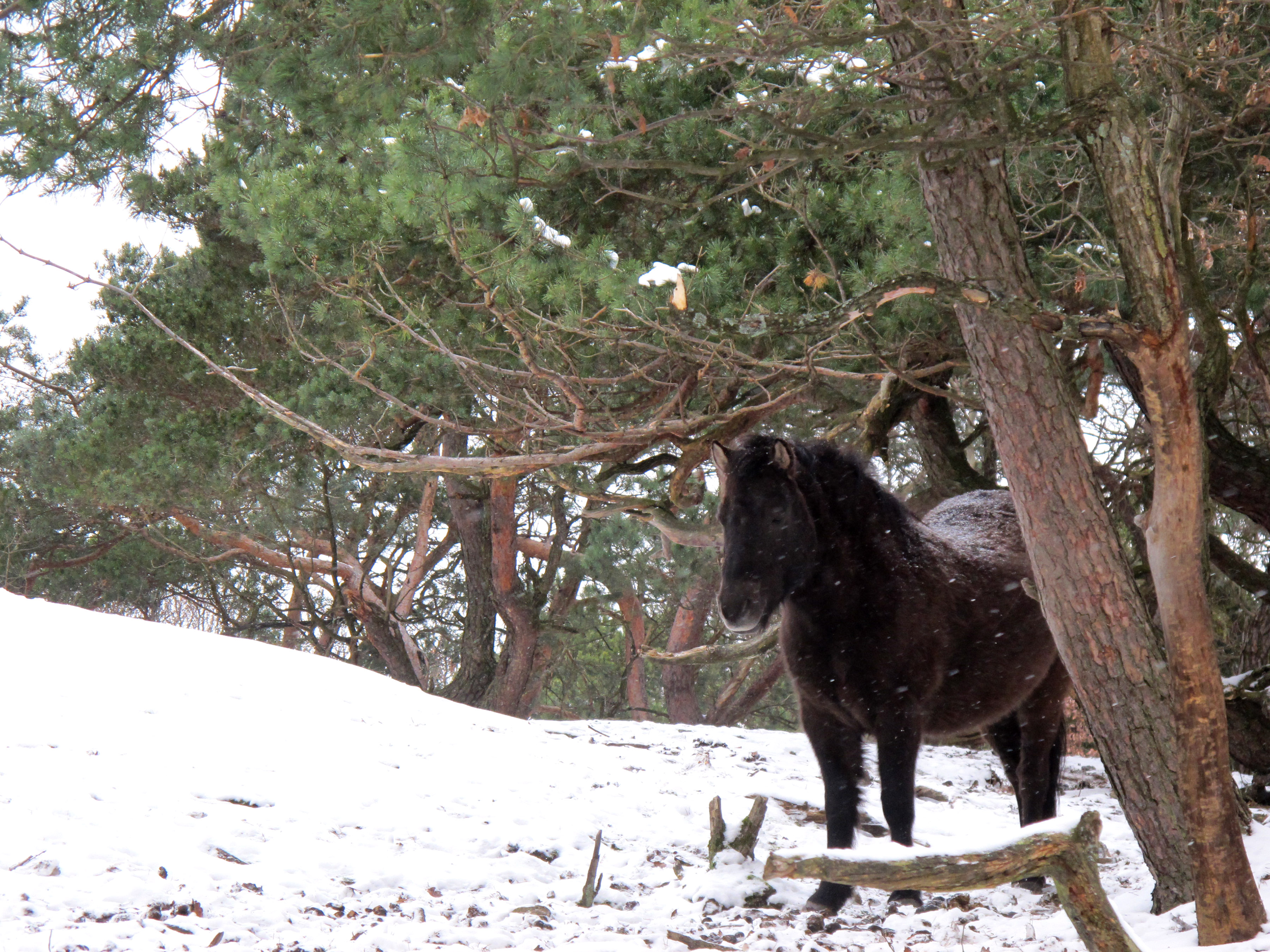
Gotland en écopâturage au Slottsskogens djurpark de Göteborg.

En 2023, son intérêt éventuel en écopâturage fait l'objet d'une publication scientifique, une équipe de recherche plaidant dès 2021 pour développer l'entretien des espaces naturels suédois avec des poneys de race Gotland. Cet usage favorise la biodiversité (notamment la présence des pollinisateurs), et limite l’embroussaillement,. En effet, le pâturage par des poneys de cette race limite efficacement la croissance des arbustes.
L'écopâturage questionne aussi le bien-être du cheval, dans la mesure où le biotope suédois expose ces animaux à des phénomènes météorologiques extrêmes, à des températures basses, à des problèmes de santé et même à de la prédation. Il a été supposé qu'en raison de son origine, le Gotland puisse s'adapter à des conditions de vie semi-sauvages en écopâturage sans recevoir de complément alimentaire de la part des humains. Cependant, les tests en réel montrent que certains poneys ont besoin de soins et de compléments en nourriture pendant l'hiver pour rester en bonne santé, certains individus étant plus rustiques que d'autres. Le parasitisme rend nécessaire une intervention humaine de vermifugation. De plus, en l'absence de soins humains, les poneys développent des problèmes de peau, dus à ce parasitisme. Quelques poneys développent aussi des boiteries. Lorsque la couche de neige dépasse 20 cm, les animaux tendent à rester immobiles sous un couvert forestier.
Parmi les obstacles à la mise en place d'écopâturages en Suède figure le manque de grandes zones clôturées. Un projet d'écopâturage est financé par le World Wildlife Fund (WWF) de Suède (WWF Sweden), certains sujets de la race Gotland étant aptes aux projets de réensauvagement.

## Diffusion de l'élevage

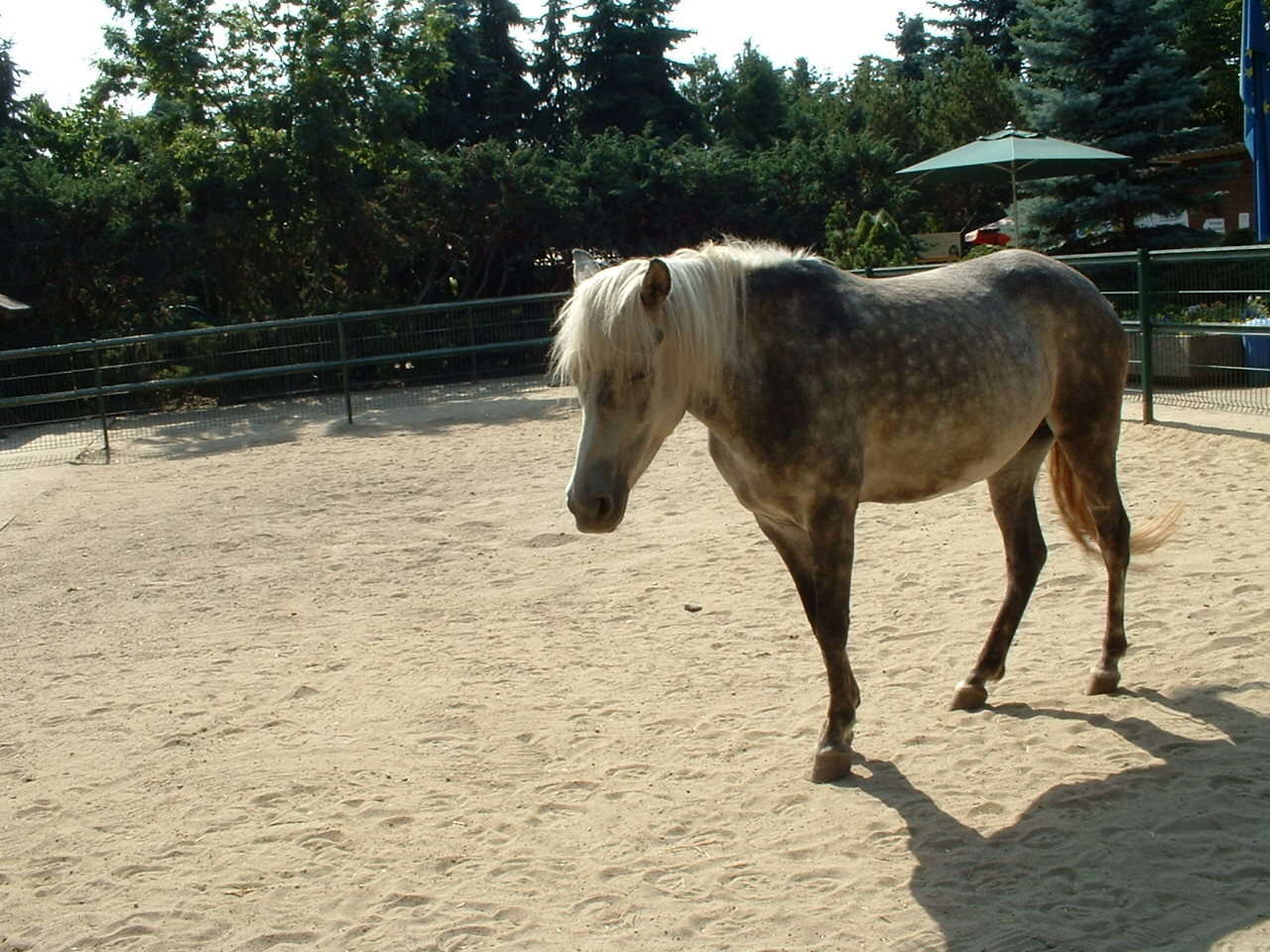
Gotland gris pommelé au zoo d'Oderbruch à Oderaue, en Allemagne.

Le Gotland est considéré par l'étude de l'université d'Uppsala (2010) comme une race régionale en danger, mais à diffusion internationale et transfrontière. Le Gotland est sous statut endangered-maintened, c'est à dire qu'il bénéficie de mesures de protection dans son pays d'origine,. Il est éligible aux programmes de soutien de l'Union européenne en faveur des races menacées.
En 2005, Dutson estime la population mondiale à environ 7 000 sujets, alors que Saastamoinen et Mäenpää donnent la même année un effectif de 8 000, Lætitia Bataille citant 9 000 têtes en 2007, Brengard le même effectif en 2013.
Malgré cet effectif réduit, la race est populaire. Le Gotland est diffusé dans toute la Scandinavie (Suède, Norvège, Finlande, Danemark),,,, et il y a quelques élevages en Allemagne, principalement pour le trot attelé poney. Le Gotland est considéré comme rare,. Il reste très méconnu en Europe, hors de la Scandinavie. Il est totalement méconnu en France.

### En Suède

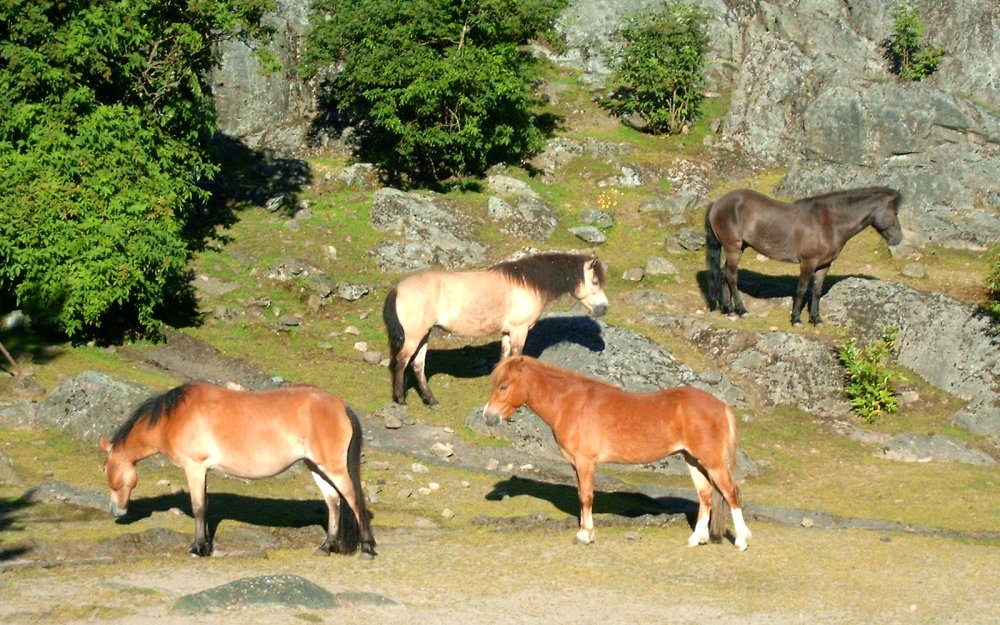
Groupe de Gotlands à Göteborg, en Suède.

C'est en Suède que se trouvent la majorité des effectifs, ce pays ayant obligation en vertu de l'Organisation des Nations unies pour l'alimentation et l'agriculture (FAO) de préserver ses races nationales. Ce poney vivait historiquement en système extensif dans les forêts de l'île de Gotland, mais seul un groupe d'une cinquantaine à une soixantaine de juments accompagnées de leurs poulains de l'année conserve ce mode de vie au début du XXIe siècle, à Lojsta Hed, un espace protégé,,,,. Leur biotope se compose de landes forestières, au milieu de l'île, sous surveillance humaine. Sur 600 hectares, ces juments appartiennent à une quinzaine de familles résidant sur l'île ou à la chambre d'agriculture de Gotland, la Gotlands Läns Hushållningsselskap,. Les familles de propriétaires résident à Gerum, Lojsta et Fardhem, et perpétuent ces poneys comme une tradition familiale. Les zones de pâturage sont définies selon un système de rotation saisonnier,.
Seules des juments nées sur place font partie du troupeau en permanence. Un étalon est introduit chaque année au printemps, vers le 10 juin, quand le troupeau est monté en estive sur une zone de 200 hectares, puis retiré en automne, les juments faisant naître une trentaine de poulains par an,. L'étalon est régulièrement changé pour éviter une dépression endogamique. En 1997, l'utilisation d'un étalon alezan avec de grandes marques blanches a créé une controverse, sa couleur étant considérée comme peu représentative du type originel du Gotland.
Le record de naissances fut de 41 poulains en 1996. En juillet se déroule le grand concours des yearlings de Lojst Hajd, accompagné d'une fête folklorique qui rassemble aussi des sujets domestiqués. C'est en automne que les poulains sont sevrés, pucés, identifiés puis vendus afin d'éviter la surpopulation et le surpâturage, généralement le second samedi du mois de novembre. Un marquage était autrefois réalisé à froid sur le côté de l'encolure. Les poneys sont alors redescendus vers leur pâturage d'hiver. Ils sont nourris au foin un jour sur deux, en fonction de l'intensité du froid et des pluies. Ce nourrissage vise entre autres à éviter que les touristes visitant les lieux soient choqués par la vision d'animaux trop maigres.
Les poneys semi-sauvages sont généralement difficiles à voir l'été et l'automne, et sont plutôt observés pendant l'hiver et le printemps. Le vieillissement des éleveurs et le manque de vocations chez les jeunes compliquent la pérennité de l'élevage sur l'île de Gotland.
La majorité du cheptel ne vit plus sur Gotland, il est réparti dans toute la Suède, principalement au sud et au centre du pays, en Scanie, au Småland et au Västergötland,. Seul un quart des poneys de la race se trouve sur leur île originelle. Le Skansen présente quelques poneys de cette race aux visiteurs.
Une étude réalisée en 2007 dénombre 600 juments poulinières pour 110 étalons reproducteurs. Jasper Nissen estime en 2003 que la population suédoise compte 800  à   1 000 juments, pour 120  à   150 étalons. Nicola Jane Swinney estimait l'effectif suédois total à 9 000 sujets en 2006. La base DAD-IS indique une estimation de 4 000 sujets en Suède en 2023.

### En Amérique du Nord

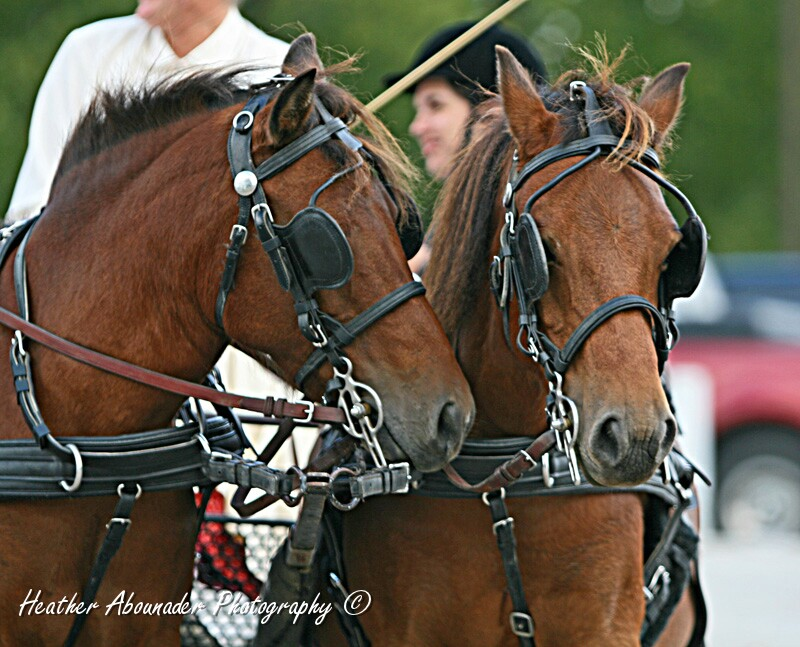
Démonstration d'attelage en paire avec deux Gotland dans le Kentucky, en 2008.

La race a été exportée en Amérique du Nord,,,,, le Gotland arrivant pour la première fois aux États-Unis en 1957. Il y gagne une certaine popularité, la population atteignant quelques centaines d'animaux. Cependant, le décès du gérant de la société de race américaine entraîne la perte des données généalogiques et la quasi-extinction de la branche américaine du Gotland. En 1989, alors qu'il reste moins de dix sujets identifiés dans tous les États-Unis, la dernière harde connue, soit un étalon et quelques juments, est amenée sur un terrain de 40 hectares dans une ferme de Corinth, dans le Kentucky, sur initiative de Leslie Bebensee qui avait découvert le travail de l′American Livestock Breeds Conservancy. Ce troupeau est toujours élevé à la ferme de Kokovoko, et a reçu l'influence génétique d'animaux importés depuis l'île de Gotland. En 2013, le cheptel est d'une vingtaine de poneys et a permis de conserver des lignées qui étaient éteintes en Suède.
La Gotland Russ Association of North America est fondée en 1997 en tant que filiale de l'association suédoise dont elle suit le standard de race. En 2005, la population nord-américaine de Gotland est estimée à environ 200 sujets, avec environ 20 nouvelles naissances chaque année. En 2013, la population totale en Amérique du Nord est évaluée à 150 individus.
Les élevages se trouvent dans le Kentucky, la Virginie-Occidentale, et la Virginie. Equus Survival Trust classe la race comme étant « en danger » (entre 1 500 et 3 000 femelles aptes à se reproduire) aux États-Unis, d'après l'évaluation de 2016. L′American Livestock Breeds Conservancy le place en catégorie « watch » la même année, signifiant que le nombre annuel d'enregistrements aux États-Unis est inférieur à 2 500 et que la population mondiale est inférieure à 10 000.